# Krefeld Pinguine
Die Krefeld Pinguine sind ein Krefelder Eishockey-Club, der die offizielle Bezeichnung KEV Pinguine Eishockey GmbH trägt. Der KEV war als Gründungsmitglied der Deutschen Eishockey Liga 1994 bis 2022 in der Liga vertreten und spielt seit der Saison 2022/23 in der DEL2. 1952 und 2003 gewann die Mannschaft die deutsche Meisterschaft im Eishockey.
Die Vereinsfarben sind Schwarz und Gelb.
Die KEV Pinguine Eishockey GmbH entstand 1995 aus dem Krefelder Eislauf Verein (KEV) und umfasst lediglich das Profieishockeyteam samt Geschäftsstelle. Von den Fans weiterhin nur als KEV wahrgenommen, spielt unter diesem Namen heute nur noch die Jugendabteilung. Seit Gründung der DEL ist Krefeld dabei und gewann 2003 die Meisterschaft. Finalgegner waren die Kölner Haie, die in fünf Spielen geschlagen wurden.
Seit Dezember 2004 spielt der Club in der Multifunktionshalle Yayla-Arena, die als Spielort die 1936 aufgebaute Rheinlandhalle ersetzte.

## Geschichte der Krefeld Pinguine

### Die Anfänge

Logo des Krefelder EV

Der Krefelder Willi Münstermann forcierte mit einer eingekauften Profimannschaft aus Kanada, den „German Canadiens“, später im Volksmund „Krefeld-Kanadier“ genannt, den immer populärer werdenden Eishockeysport in Krefeld. Für die Zusammenstellung des Teams engagierte Münstermann den kanadischen Nationaltrainer Bobby Hoffinger. Am 7. November 1936 schließlich verfolgten 8000 Zuschauer das erste Spiel einer Krefelder Eishockeymannschaft. Daneben förderte Münstermann ein Amateurteam, aus dem sich der Krefelder Eislaufverein 1936 e. V. – kurz „KEV“ – bildete, der erste Eishockeyverein in Krefeld. Kaum wurde eine Eishockeysaison in Krefeld gespielt, da war der KEV längst eine feste Größe und oftmals hing das Schild „Ausverkauft“ an den Stadiontoren.

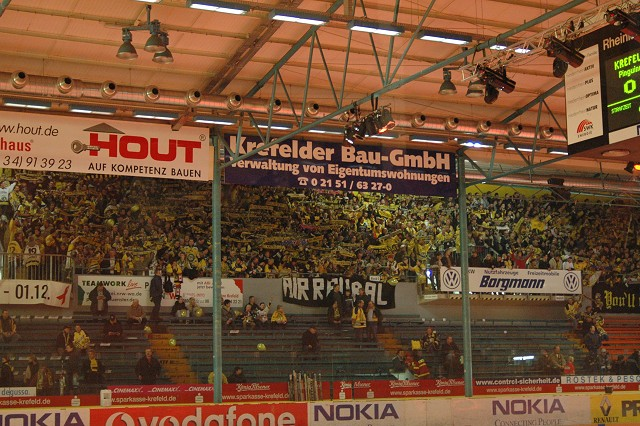
Blick in die alte Rheinlandhalle

Doch die Entwicklung wurde schon bald jäh gestoppt: Der Zweite Weltkrieg forderte in Krefeld seine Opfer, und so war der Eishockeysport in Krefeld plötzlich dem Ende nahe. Willi Münstermann war es, der das Eishockey in Krefeld erneut aus der Taufe hob. Unter der englischen Besatzungsmacht erreichte er die Renovierung des Stadions und schon 1946 wurde in Krefeld die Rheinische Meisterschaft ausgerichtet. Um den Aufbau einer neuen Mannschaft kümmerte sich der Ex-„German Canadien“ Frank Schwinghammer, der zu diesem Zweck sofort nach dem Krieg aus Kanada nach Krefeld zurückkehrte.

### Erste Meisterschaft
In der Saison 1951/52 kam der KEV zu Meisterehren. Der große Favorit Preussen Krefeld wurde in einer wahren „Eishockeyschlacht“ beim SC Riessersee derart dezimiert, dass an eine erneute Meisterschaft nicht mehr zu denken war. Doch Riessersee musste sich dem zweiten Krefelder Team stellen. Die junge und dynamische Mannschaft des KEV stand nach Ende der Punkterunde mit dem SC Riessersee auf Platz eins, so dass ein Entscheidungsspiel den Meister ermitteln musste. Am 12. März 1952 fand dieses im Mannheimer Stadion statt. Der KEV siegte mit 6:4 Toren.

### Wieder an die Spitze
Mit dem Austragungsort Krefeld wurde die Eishockey-Weltmeisterschaft 1955 ein voller Erfolg. Mehr als 10.500 Zuschauer in der Rheinlandhalle sahen im Finale einen 5:0-Sieg des kanadischen Weltmeisterteams gegen die Mannschaft aus Russland. Doch mit der Weltmeisterschaft sollte die Blütezeit des Krefelder Eishockeys vorerst beendet sein. Es folgten zahlreiche Querelen und interne Machtkämpfe. Zudem verhärteten sich die Fronten zwischen den Preußen Krefeld und dem KEV.

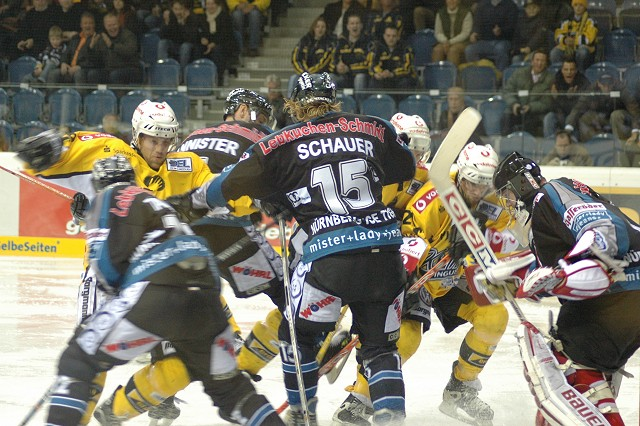
Spiel gegen Nürnberg 2005

Mit Beginn der Saison 1974/75 schaffte der KEV die Trendwende. Neben einem neuen Trainer – Jiří Pokorný – wurden hervorragende Spieler nach Krefeld geholt: der tschechoslowakische Torhüter Jan Marek, die Stürmer Miro Slezak und Günther Kaczmarek sowie Frank Neupert, Harald Kadow und F. X. Müller. Außerdem kam der bis dahin unbekannte Holland-Kanadier Dick Decloe nach Krefeld. Decloe wurde in den folgenden Jahren mit Hilfe seines wichtigsten Zuspielers Lothar Kremershof zum unumstrittenen Torschützenkönig in der Bundesliga. Besonders spektakulär war der Wechsel des Düsseldorfer Eishockey-Idols Otto Schneitberger von der DEG zum KEV.
Einen weiteren Aufschwung gab es mit der Spielzeit 1976/77. Trainer wurde Otto Schneitberger, der mit dieser Saison seine aktive Laufbahn beim KEV beendete. Petr Hejma. Die Gebrüder Guggemos wurden verpflichtet, und Dick Decloe brachte aus Kanada den Verteidiger Vic Stanfield mit. Stanfield entpuppte sich als einer der stärksten Verteidiger der Liga und wurde später zu einem Krefelder Idol. Seine Rückennummer – die 4 – wird heute in Krefeld nicht mehr vergeben. Am Saisonende 1977 wurde der KEV Vizemeister.
Auch in der Saison 1977/78 befand sich Krefeld im Eishockeyfieber. Am Ende der Saison lag der KEV auf dem vierten Platz. Es wurde eine neue Mannschaft formiert und mit Danny Malone ein neuer Trainer engagiert. Doch dieses neue Team sollte nie ein Spiel austragen. Im Juli 1978 musste beim Amtsgericht Krefeld der Konkurs beantragt werden. Man hatte sich in den Vorjahren finanziell übernommen und Schulden in den Bilanzen nicht richtig ausgewiesen. Alle Rettungsversuche scheiterten, als am 4. August 1978 der DEB dem KEV die Lizenz endgültig entzog.

### Neubeginn
Nach dem Konkurs des KEV musste in der Saison 1978/79 in der viertklassigen Regionalliga neu begonnen werden. Der neugegründete EHC Krefeld startete als Nachfolgeverein des KEV.

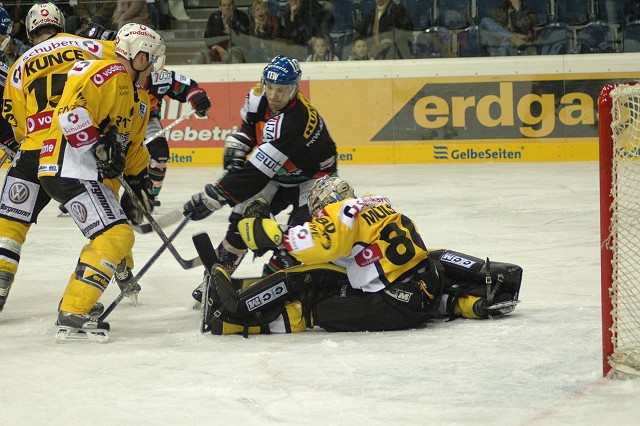
Spiel gegen Augsburg 2005

Mit dem Aufstieg in die Oberliga im Jahre 1979 wurde das Team fast völlig neu formiert. Mit dem früheren Nationalspieler Horst Ludwig als Trainer sollte der direkte Durchmarsch in die 2. Bundesliga gelingen. Letztlich gelang dies, obwohl der KEV den Aufstieg sportlich zunächst knapp verfehlte. Doch der am Ende besser platzierte Hamburger SV erklärte aus finanziellen Gründen seinen Aufstiegsverzicht und der EHC Krefeld konnte somit als Aufsteiger nachrücken.
Mit der Saison 1980/81 startete der EHC – ab 1981 wieder unter dem Namen „Krefelder Eislauf-Verein 1981 e. V.“ – in eine elf Jahre andauernde Zweitklassigkeit. Erst 1991 gelang unter Führung von Uli Urban der Wiederaufstieg in die 1. Bundesliga. Mit Mike Zettel wurde ein kanadischer Trainer verpflichtet. Man holte in diesem Jahr z. B. den 44fachen tschechischen Nationaltorhüter Karel Lang, den Torjäger Francois Sills und den überragenden Techniker Peter Jedrus.

### Die zweite Meisterschaft
Es gelang schnell, sich wieder als feste Größe in der höchsten Spielklasse zu etablieren. Großen Anteil an dieser Entwicklung hatte über die Jahre hinweg der Spieler mit der Nr. 1 im Tor: Der „Hexer“ Karel Lang, im Aufstiegsjahr zum KEV gestoßen, wurde zum Publikumsliebling in Krefeld. 1995 stand der KEV aber erneut vor dem Aus, als der damalige 1. Vorsitzende Hans-Ulrich Urban zum Konkursrichter gehen musste. In einem finanziellen Kraftakt wurden neue Sponsoren angeworben und Sammelaktionen unter den Fans gestartet. Dennoch schaffte man es nicht, die Lizenz für die Saison 1995/96 zu erhalten. Im Sommer 1995 wurde die KEV Pinguine Eishockey GmbH gegründet, die die Lizenz für den KEV in der inzwischen gegründeten Deutschen Eishockey Liga hält. Da in den achtziger Jahren vor jedem Heimspiel ein Pinguin namens „KEVin“ aus dem Krefelder Zoo auf den Mittelpunkt der Eisfläche gesetzt wurde und dieser daher das Maskottchen des KEV war, war der Weg nicht weit, sich bei der Namenssuche an dieses Ritual zu erinnern. Am 19. September 1995 wurde die GmbH mit der Handelsregisternummer 5721 beim Amtsgericht Krefeld eingetragen. Geschäftsführer war Wilfrid Fabel. Dieser wurde 1999 durch Wolfgang Schäfer abgelöst. 2010 verließ Wolfgang Schäfer die Pinguine und neuer Geschäftsführer wurde Robert Haake.
In die Play-offs 2003 zogen die KEV Pinguine als Sechstplatzierte ein. Im Viertelfinale trafen sie zunächst auf die DEG Metro Stars. Mit 4:1-Siegen setzten sich die „Pinguine“ klar gegen den rheinischen Rivalen durch. Im Halbfinale warteten die Eisbären Berlin, welche das erste Spiel mit 4:1 gewannen. Doch die „Pinguine“ ließen sich von diesem Misserfolg nicht vom Titelkurs abbringen, die folgenden drei Spiele entschied der KEV für sich. Das Finale war erreicht.

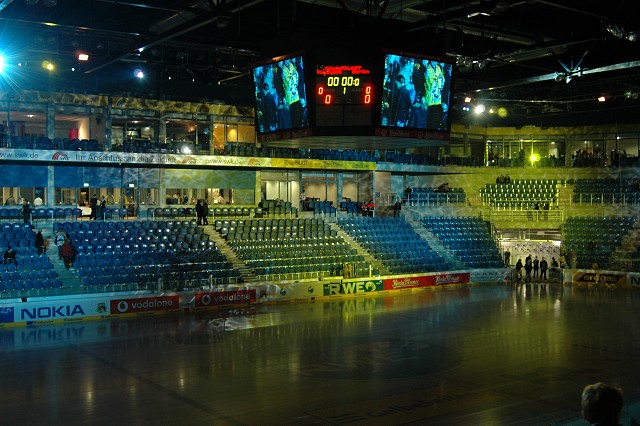
Blick in den neuen KönigPALAST

Im Finale gegen die Kölner Haie gewann der KEV die Spiele eins und zwei mit 5:2 und 3:2. Lediglich ein Sieg fehlte noch zum Titelgewinn. Die vom „Alpenvulkan“ Hans Zach trainierten Haie setzten sich in Spiel drei und vier mit 3:2 und 3:2 n. V. durch. Die Pinguine wurden somit zu einem alles entscheidenden fünften Spiel in der Köln Arena gezwungen. In dieser Partie siegten die Pinguine nach einem 0:1-Rückstand am Ende durch Tore von Günter Oswald, Christoph Brandner und Steffen Ziesche mit 3:1 über die Haie. Nach 1951 (Preußen Krefeld) und 1952 (KEV) bedeutete dies die dritte deutsche Eishockeymeisterschaft für die Stadt Krefeld.

### Die Jahre danach
Nach dem Weggang einiger „Meister“-Spieler konnte das Niveau nicht weiter gehalten werden, und so erreichten die Krefeld Pinguine schon in der nächsten Saison (DEL 2003/04) die Play-offs nicht mehr. In der Saison 2004/05 wurde der Umzug von der alten Rheinlandhalle in den Königpalast vollzogen. Doch auch in dieser Saison wurde der Play-off-Einzug knapp verpasst.
In die Saison 2005/06 starteten die Pinguine als sogenannter Vorbereitungsmeister, sie konnten fast alle Vorbereitungsspiele für sich entscheiden. Enttäuschend war jedoch das Ausscheiden in der ersten Runde des Deutschen Eishockeypokals 2005/06, da sie eine 4:3-Niederlage in Weißwasser bei den Lausitzer Füchsen hinnehmen mussten. Im Laufe der Saison konnten sich die Krefelder im Oktober auf Platz 2 vorarbeiten, diese Platzierung jedoch nicht halten, und schon wenige Wochen später erschien ein Einzug in die Play-offs fraglich. Der zu einem frühen Zeitpunkt bekanntgegebene Wechsel des Torhüters Robert Müller zu Adler Mannheim und die im Januar 2006 offiziell gewordene Kündigung des Trainers Teal Fowler zum Ende der Saison brachten Unruhe. Nach der Olympiapause im Februar konnte sich das Team noch einmal motivieren und lag zum Ende der Vorrunde auf Platz 8. Die Play-offs waren erreicht worden, und Gegner in der Viertelfinal-Serie waren die Eisbären Berlin. Überraschend wurde das erste Spiel in Berlin durch die Pinguine gewonnen, aber danach gelangen den Berlinern vier Siege in Folge, und somit war die Saison für die Krefelder beendet.

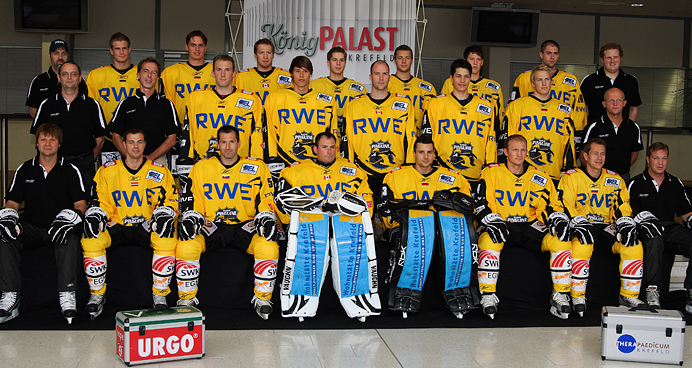
Die Krefeld Pinguine 2008/2009

In die Saison 2006/07 starteten die Krefelder wiederum mit einer sehr guten Vorbereitungszeit. In der ersten Runde des Deutschen Eishockeypokals 2006/07 konnte das Spiel gegen den EV Landsberg mit 4:1 gewonnen werden. Nach einem Zweitrundensieg gegen die Hannover Scorpions war jedoch im Viertelfinale gegen den späteren Pokalsieger Adler Mannheim Schluss. Der Beginn in der DEL gestaltete sich jedoch schwieriger. Nach vier Spieltagen standen die Krefelder mit null Punkten auf dem letzten Tabellenplatz. Die ganze Saison wurde durch eine wenig konstante Leistung geprägt. Erst am 51. Spieltag erreichten sie den zehnten Platz mit einem Punkt Vorsprung vor den Iserlohn Roosters sicher. Hiermit waren die Pinguine für die in dieser Saison neu geschaffenen Pre-Play-offs qualifiziert. Diese wurden jedoch mit zwei Niederlagen in der Best-of-three-Serie gegen die Hamburg Freezers verloren. Herberts Vasiļjevs wurde in der Saison 2006/07 Topscorer der Liga und von der Fachpresse zum „Spieler des Jahres“ gewählt, so wie Jiří Ehrenberger zum „Trainer des Jahres“ gewählt wurde. Außerdem gewann das Team die „WestLB Fair Play Trophy“, die dem Team mit den wenigsten Strafminuten einer DEL-Saison zugesprochen wird. In derselben Saison mussten die Pinguine für einige Spiele in die Rheinlandhalle zurückkehren. Im Königpalast war Ammoniak ausgelaufen und das Eis lange Zeit nicht bespielbar.
Die Saison 2007/08 begannen die Pinguine mit der Tabellenführung, da sie im ersten Spiel den EHC Wolfsburg mit 4:0 besiegten. Diese konnte jedoch nicht verteidigt werden. Zum Ende der Hauptrunde im März 2008 hatten die Krefelder mit dem elften Platz den Einzug in die Pre-Play-offs verpasst.
Zur Saison 2008/09 wurde mit Igor Pawlow ein neuer Trainer verpflichtet. Sein Einstand verlief erfolgversprechend. Bereits Ende September setzten sich die Pinguine auf den ersten Tabellenrängen fest und waren eine Überraschung. Die Vorrunde verlief insgesamt sehr gut, die Krefelder waren ständig auf den ersten sechs Plätzen zu finden. Zum Ende der Vorrunde festigten sie den sechsten Platz, mussten aber im Viertelfinale der Play-offs nach einer engen 3:4-Serie gegen die DEG Metro Stars den Kürzeren ziehen.

### „Kellerkind“ und Abstieg in die DEL2 (2017 bis 2022)
Die Hauptrunde der Spielzeit 2017/18 wurde auf dem letzten Tabellenrang beendet, anschließend kam es zur Trennung von Trainer Rick Adduono, der das Amt im Dezember 2016 von Franz-David Fritzmeier übernommen hatte und die Mannschaft zuvor bereits von 2009 bis Anfang November 2015 betreut hatte.
Anfang Mai 2018 wurde der Kanadier Brandon Reid, der Aalborg zum dänischen Meister gemacht hatte, als neuer Cheftrainer vorgestellt. Im Dezember 2019 wurde er entlassen.
Im Mai 2020 wurde Glen Hanlon als neuer Cheftrainer vorgestellt, der sein Amt im November 2020 niederlegte. Sein Nachfolger wurde im Januar 2021 Clark Donatelli. Einen Großteil der DEL-Spiele verlor das Team seit diesem Zeitpunkt. Donatelli setzte hohe Ziele für die Saison 2021/22, doch in den ersten vier Spielen konnte lediglich ein Punkt erlangt werden. Daher trennte sich der Club auch von diesem Coach; Co-Trainer Igor Sacharkin übernahm im September 2021 das Traineramt. Durch die Niederlage der Pinguine am 30. März 2022 gegen die Adler Mannheim stand der erste sportliche Abstieg einer Mannschaft aus der DEL seit 2006 fest. Anschließend versuchte das Management der Pinguine, den Abstieg juristisch anzufechten, zog die Klage jedoch zurück. Zur Vorbereitung der folgenden Saison in der zweiten Spielklasse wurde die Mannschaft komplett umgebaut und mit Leif Strömberg ein neuer Trainer verpflichtet.

### Platzierungen seit Wiederaufstieg in die höchste Liga

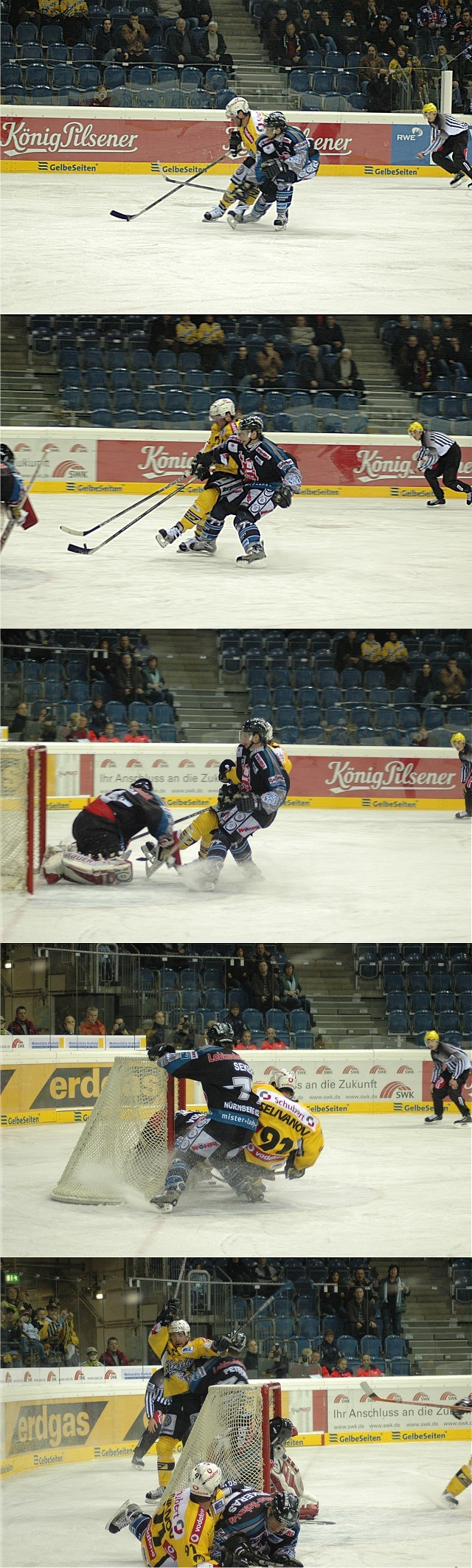
Torszene der Krefeld Pinguine

| Saison    | Liga       | Vorrunde            | Play-offs/Play-downs |
| --------- | ---------- | ------------------- | --- |
| 2024/25   | DEL 2      | 2. Platz            | Play-offs: 4:2 Siege im Viertelfinale gegen die Blue Devils Weiden; 4:2 Niederlagen im Halbfinale gegen die Ravensburg Towerstars                                                        |
| 2023/24   | DEL 2      | 6. Platz            | Play-offs: 4:3 Niederlagen im Viertelfinale gegen die Eispiraten Crimmitschau |
| 2022/23   | DEL 2      | 4. Platz            | Play-offs: 4:3 Siege im Viertelfinale gegen die Dresdner Eislöwen; 4:1 Niederlagen im Halbfinale gegen die Ravensburg Towerstars                                                         |
| 2021/22   | DEL        | 15. Platz (Abstieg) | nicht erreicht |
| 2020/21   | DEL        | 7. Platz            | nicht erreicht |
| 2019/20   | DEL        | 12. Platz           | nicht erreicht |
| 2018/19   | DEL        | 11. Platz           | nicht erreicht |
| 2017/18   | DEL        | 14. Platz           | nicht erreicht |
| 2016/17   | DEL        | 14. Platz           | nicht erreicht |
| 2015/16   | DEL        | 13. Platz           | nicht erreicht |
| 2014/15   | DEL        | 10. Platz           | Pre-Play-offs: 2:1 Niederlagen gegen die Grizzly Adams Wolfsburg |
| 2013/14   | DEL        | 2. Platz            | Play-offs: 4:1 Niederlagen im Viertelfinale gegen den ERC Ingolstadt |
| 2012/13   | DEL        | 3. Platz            | Play-offs: 4:2 Siege im Viertelfinale gegen den ERC Ingolstadt; 3:0 Niederlagen im Halbfinale gegen die Eisbären Berlin                                                                  |
| 2011/12   | DEL        | 12. Platz           | nicht erreicht |
| 2010/11   | DEL        | 4. Platz            | Play-offs: 3:2 Siege im Viertelfinale gegen die Hannover Scorpions; 3:0 Niederlagen im Halbfinale gegen die Grizzly Adams Wolfsburg                                                      |
| 2009/10   | DEL        | 12. Platz           | nicht erreicht |
| 2008/09   | DEL        | 6. Platz            | Play-offs: 4:3 Niederlagen im Viertelfinale gegen die DEG Metro Stars |
| 2007/08   | DEL        | 11. Platz           | nicht erreicht |
| 2006/07   | DEL        | 10. Platz           | Pre-Play-offs: 2:0 Niederlagen gegen die Hamburg Freezers |
| 2005/06   | DEL        | 8. Platz            | Play-offs: 4:1 Niederlagen im Viertelfinale gegen die Eisbären Berlin |
| 2004/05   | DEL        | 9. Platz            | nicht erreicht |
| 2003/04   | DEL        | 10. Platz           | nicht erreicht |
| 2002/03   | DEL        | 6. Platz            | Deutscher Meister nach den Play-offs: 4:1 Siege im Viertelfinale gegen die DEG Metro Stars; 3:1 Siege im Halbfinale gegen die Eisbären Berlin; 3:2 Siege im Finale gegen die Kölner Haie |
| 2001/02   | DEL        | 3. Platz            | Play-offs: 3:0 Niederlagen im Viertelfinale gegen die Kölner Haie |
| 2000/01   | DEL        | 9. Platz            | nicht erreicht |
| 1999/2000 | DEL        | 3. Platz            | Play-offs: 3:1 Niederlagen im Viertelfinale gegen die Berlin Capitals |
| 1998/99   | DEL        | 7. Platz            | Play-offs: 3:1 Niederlagen im Viertelfinale gegen die Eisbären Berlin |
| 1997/98   | DEL        | 7. Platz            | Play-ups: 3:1 Siege gegen die Kassel Huskies; 2:1 Siege gegen die Schwenninger Wild Wings / Play-offs: 3:0 Niederlagen im Viertelfinale gegen die Eisbären Berlin                        |
| 1996/97   | DEL        | 8. Platz            | Play-offs: 3:0 Niederlagen im Viertelfinale gegen die Mannheimer Adler |
| 1995/96   | DEL        | 7. Platz            | Play-offs: 3:0 Siege im Achtelfinale gegen die Ratinger Löwen; 3:0 Niederlagen im Viertelfinale gegen die DEG                                                                            |
| 1994/95   | DEL        | 4. Platz            | Play-offs: 4:1 Siege im Achtelfinale gegen die Augsburger Panther; 4:1 Siege im Viertelfinale gegen die Düsseldorfer EG; 3:2 Niederlagen im Halbfinale gegen den EV Landshut             |
| 1993/94   | Bundesliga | 3. Platz            | Play-offs: 4:2 Niederlagen im Viertelfinale gegen den BSC Preussen |
| 1992/93   | Bundesliga | 3. Platz            | Play-offs: 3:1 Niederlagen im Viertelfinale gegen den BSC Preussen |
| 1991/92   | Bundesliga | 7. Platz            | Play-offs: 3:1 Niederlagen im Viertelfinale gegen den SB Rosenheim |

## Mannschaft

### Kader der Saison 2025/26
Stand: 8. August 2025
| Nr. | Nat.        | Spieler            | Pos. | Geburtsdatum       | im Team seit | Geburtsort                          |
| --- | ----------- | ------------------ | ---- | ------------------ | ------------ | ----------------------------------- |
| 31  | Deutschland | Felix Bick         | G    | 6. November 1992   | 2023         | Villingen-Schwenningen, Deutschland |
|     | Deutschland | Ole Blumenkamp     | G    | 2. Januar 2007     | 2025         | Bochum, Deutschland                 |
| 30  | Deutschland | Julius Schulte     | G    | 24. Oktober 2004   | 2023         | München, Deutschland                |
| 15  | Deutschland | Erik Buschmann     | D    | 20. Juli 1998      | 2023         | Moers, Deutschland                  |
| 44  |             | Zack Dybowski      | D    | 9. Januar 1997     | 2025         | Kitchener, Ontario, Kanada          |
| 77  | Deutschland | Mick Köhler        | D    | 23. Februar 1998   | 2025         | Bonn, Deutschland                   |
| 47  | Deutschland | Carl Konze         | D    | 8. März 2004       | 2022         | Hannover, Deutschland               |
| 56  | Deutschland | Leonhard Korus     | D    | 16. Februar 2002   | 2025         | Köln, Deutschland                   |
| 22  | Deutschland | Oliver Mebus       | D    | 30. März 1993      | 2025         | Dormagen, Deutschland               |
| 41  | Deutschland | Steven Raabe       | D    | 1. Juni 2001       | 2024         | Salzgitter, Deutschland             |
| 55  | Kanada      | Davis Vandane      | D    | 24. April 1992     | 2024         | Yorkton, Saskatchewan, Kanada       |
| 26  | Deutschland | Daniel Bruch       | F    | 16. April 2002     | 2025         | Bad Waldsee, Deutschland            |
| 29  |             | David Černý        | F    | 10. Mai 2000       | 2023         | Ústí nad Labem, Tschechien          |
| 71  | Deutschland | Niclas Focks       | F    | 1. September 2005  | 2016         | Duisburg, Deutschland               |
| 67  | Deutschland | Maximilian Hops    | F    | 15. September 2002 | 2024         | Lindau, Deutschland                 |
| 91  | Finnland    | Roope Mäkitalo     | C    | 22. September 1998 | 2025         | Lahti, Finnland                     |
| 11  |             | Jon Matsumoto      | C    | 13. Oktober 1986   | 2023         | Ottawa, Ontario, Kanada             |
| 9   | Deutschland | Marcel Müller      | LW   | 10. Juli 1988      | 2025         | Berlin, Deutschland                 |
| 37  | Kanada      | Max Newton         | C    | 14. November 1997  | 2024         | Vancouver, British Columbia, Kanada |
| 94  |             | Jan Nijenhuis      | F    | 4. August 2001     | 2025         | München, Deutschland                |
| 90  |             | Adam Payerl        | C    | 4. März 1991       | 2025         | Kitchener, Ontario, Kanada          |
| 95  | Kanada      | Mathew Santos      | W    | 16. März 1995      | 2025         | Etobicoke, Ontario, Kanada          |
| 38  | Deutschland | Tim Schütz         | W    | 19. April 2006     | 2024         | Krefeld, Deutschland                |
| 43  | Deutschland | Alexander Weiß – C | C    | 29. Januar 1987    | 2021         | Titisee-Neustadt, Deutschland       |
| 89  |             | Mark Zengerle      | F    | 12. Mai 1989       | 2025         | Rochester, New York, USA            |

Trainerstab
| Tätigkeit     |                        | Name            | Geburtsdatum     | Im Team seit | Geburtsort                |
| ------------- | ---------------------- | --------------- | ---------------- | ------------ | ------------------------- |
| Cheftrainer   | Deutschland            | Thomas Popiesch | 21. Juli 1965    | 2024         | Berlin, Deutschland       |
| Assistent     | Deutschland            | Steffen Ziesche | 2. Mai 1972      | 2025         | Ost-Berlin, Deutschland   |
| Sportdirektor | Tschechien-Deutschland | Peter Draisaitl | 7. Dezember 1965 | 2022         | Karviná, Tschechoslowakei |

### Bedeutende frühere Mannschaften

#### Meistermannschaft 1952
Die erste Meisterschaft in der Saison 1951/52 musste durch ein Entscheidungsspiel ermittelt werden. Der Krefelder EV und der SC Riessersee standen nach der Finalrunde mit 15:5 Punkten gemeinsam auf dem ersten Platz. Das Spiel fand am 12. März 1952 im Mannheimer Stadion statt und endete mit einem 6:4-Sieg für Krefeld.
| Position      | Name (Rückennummer) |
| Tor:          | Ulli Jansen (T), Kurt Müller (T) |
| Verteidigung: | Karl Bierschel (1), Bruno Guttowski (3), Heinz Dohr (11), Wilhelm Moesgen (12) |
| Sturm:        | Ēriks Koņeckis (2), Hans Werner Münstermann (4), Karl-Heinz Scholten (5), Hans Georg Pescher (6), Ulrich Eckstein (7), Bernhard Peltzer (8), Virgil Schoor (9), Walter Schmidinger (10) |
| Trainer:      | Ēriks Koņeckis |

#### Vizemeistermannschaft 1977
1977 griff der KEV nach dem Pokal, es sollte jedoch am Ende der Spielzeit nur zur Vizemeisterschaft reichen. Die Mannschaft war mit bekannten Namen verstärkt worden, so trugen jetzt Petr Hejma und Vic Stanfield das schwarz-gelbe Trikot. Trainer war Otto Schneitberger.
| Position      | Name (Rückennummer) |
| Tor:          | Helmut Jentges (17), Wolfgang Soltau (21), Jan Marek (22) |
| Verteidigung: | Armin Kempkes (1), Frank Neupert (2), Vic Stanfield (4), Thomas Jentges (5), Dirk Kempkes (6), Paul Ciemny (8), Waclaw Koukal (9), Franz-Xaver Müller (16), Jochen Metz (18)                                                                 |
| Sturm:        | Dick Decloe (3), Lothar Kremershof (7), Ernst Sieburg (8), Ulrich Wiefels (10), Wolfgang Hellwig (11), Miroslav Slezak (12), Günter Kaczmarek (13), Klaus Guggemoos (14), Helmut Guggemoos (15), Petr Hejma (19), Hans-Willi Mühlenhaus (20) |
| Trainer:      | Otto Schneitberger |

#### Aufsteigermannschaft 1991
Nach elf Jahren in der zweiten Liga gelang dem KEV zur Saison 1990/91 der Aufstieg in die 1. Liga. Nach einem schlechten Start in die Saison wurde das Team verstärkt und stand am Ende der Aufstiegsrunde auf dem 2. Platz. Die Relegationsspiele gegen PEV Weißwasser im Modus Best of Three gewann der KEV mit 1:2 Siege (2:3/3:2/1:6).
| Position      | Name (Rückennummer) |
| Tor:          | Karel Lang (1), Thomas Mirwa (10), Dirk Nieleck (29), Ulrik Kuhnekath (30) |
| Verteidigung: | Uwe Fabig (2), Jochen Hecker (3), Janusz Syposz (5), Frank Gentges (7), Jayson Meyer (19), Martin Gebel (20), Stefan Urban (25) |
| Sturm:        | Christian Spaan (5), Alexander Schwaiger (7), Dirk Kuhnekath (9), Peter Jedrus (11), Rene Reuter (12), Janusz Janikowski (16), André Grein (17), Markus Kammann (18), François Sills (21), Dirk Spychala (22), Arno Brux (23), Fritz Brunner (24), Steve Nemeth (27), Steve McNeil (28) |
| Trainer:      | Mike Zettel |

#### Meistermannschaft 2003
Die zweite Meisterschaft gewannen die Krefelder, nachdem sie sich in den Play-offs der Saison 2002/03 gegen zwei rheinische Rivalen – die DEG Metro Stars im Viertelfinale und die Kölner Haie im Finale – sowie gegen die Eisbären Berlin im Halbfinale durchsetzen konnten. Zehntausende Fans feierten den Pokal am Ostermontag 2003 auf dem Theaterplatz in Krefeld.
| Position      | Name (Rückennummer) |
| Tor:          | Roger Nordström (51), Robert Müller (80) |
| Verteidigung: | Paul Dyck (3), Christian Ehrhoff (10), Daniel Kunce (15), David Musial (17), Dan Lambert (19), Sergej Stas (23), Andreas Raubal (30), Darryl Shannon (32), Mario Doyon (44)                                                                     |
| Sturm:        | Thomas Brandl (7), Steffen Ziesche (8), Gary Shuchuk (16), Brad Purdie (20), Patrik Augusta (21), Günther Oswald (27), Jonas Lanier (28), Christoph Brandner (29), Stéphane Barin (39), Bill Bowler (40), Adrian Grygiel (83), Sandy Moger (93) |
| Trainer:      | Butch Goring; Karel Lang (Torwarttrainer) |

## Spieler

### Gesperrte Trikotnummern
Bislang wurden die Rückennummern von fünf Spielern aufgrund ihrer Verdienste für den Verein „gesperrt“, das heißt, sie werden nicht mehr an aktive Spieler vergeben.
(Teamzugehörigkeit, Position und gesperrte Nummer in Klammern)
- Lothar Kremershof
(1969–1978/1981–1985, Stürmer, # 7)
Kremershof galt in den 1980ern als der torgefährlichste Stürmer in der Eishockey-Bundesliga. Darüber hinaus war er ein großer Förderer der Jugendarbeit beim Krefelder EV. Bei zwei Länderspielen wurde er in der deutschen Nationalmannschaft eingesetzt. Seine damalige Trikotnummer 7 wird ihm zu Ehren in Krefeld nicht mehr vergeben
- Robert Müller
 (# 80, Ligaweit gesperrt)
- Karel Lang
(1990–2001, Torwart, # 1)
Lang spielte über zehn Jahre für den KEV und war 1991 maßgeblich am Aufstieg in die 1. Eishockey-Bundesliga beteiligt. Seither ist er in Krefeld eine Torwartlegende und wird noch heute seiner Reflexe wegen „Der Hexer“ genannt. Als tschechischer Nationalspieler nahm er an den Olympischen Spielen 1980 in Lake Placid und mehreren Eishockey-Weltmeisterschaften teil. Seine Trikotnummer 1 wird in Krefeld nicht mehr vergeben. Mit einer Ausnahme: Zur Saison 2013/2014 lief sein Sohn Lukas Lang mit der Rückennummer 1 auf.
- Vic Stanfield
(1976–1978/1980–1988, Verteidiger, # 4)
Stanfield ist ein Krefelder Eishockeyidol der 1970er und 1980er Jahre. Er war ein Abwehrspieler der Extra-Klasse, mit außergewöhnlichen Offensivqualitäten. Mit einer kurzen Unterbrechung spielte er insgesamt fast 12 Jahre für den KEV. Nach seiner Verabschiedung im Jahr 1988 wurde seine Trikotnummer 4 ihm zu Ehren gesperrt und seither in Krefeld nicht mehr vergeben.
- Herberts Vasiļjevs
(1994–1995/2005–2017, Stürmer, # 23)
Vasiļjevs gehörte bereits in der ersten DEL-Saison zum Kader der Pinguine. Nach dem Konkurs des KEV im Jahre 1995 spielte er acht Jahre in Nordamerika, bevor er über Chabarowsk und Nürnberg zurück an den Niederrhein fand und ab 2005 für zwölf Jahre für Krefeld spielte, lange Zeit auch als Kapitän. Bis heute hält Vasiļjevs einen DEL-Rekord: im Dezember 2006 gelangen dem Letten in einem Spiel gegen Frankfurt acht Scorerpunkte (vier Tore, vier Assists). Mit der lettischen Nationalmannschaft nahm Vasiļjevs zudem an drei Olympischen Spielen und elf Weltmeisterschaften teil. Am 22. Oktober 2023 wurde seine Trikotnummer 23 ihm zu Ehren gesperrt und seither in Krefeld nicht mehr vergeben.

### Mitglieder der Hockey Hall of Fame Deutschland
In die „Hall of Fame“ des deutschen Eishockeymuseums werden Persönlichkeiten aufgenommen, die sich um den Eishockeysport in Deutschland verdient gemacht haben. Von den aufgenommenen Akteuren wirkten in Krefeld:
(Teamzugehörigkeit und Position in Klammern)
- René Bielke
(1993–1996, Torwart)
Bielke war Nationaltorwart in der DDR und später in der Bundesrepublik. Jahrelang spielte er für den SC Berlin sowie den EHC Dynamo Berlin. Sein Gegentorschnitt von 1,17 pro Spiel aus dem Jahre 1982 ist nach wie vor der bestehende Rekord in Hohenschönhausen. Sein Trikot hängt ihm zu Ehren im Wellblechpalast unter der Hallendecke. 2001 wurde er in die HHOF Deutschland aufgenommen.
- Karl Bierschel
(1948–1963, Verteidiger)
Bierschel war Mitglied der Meistermannschaft des KEV von 1951/52. Darüber hinaus war er deutscher Nationalspieler und vertrat die Bundesrepublik bei den Olympischen Winterspielen 1952 und 1956. Für seine Verdienste im Sport wurde er mit der Aufnahme in die HHOF Deutschland geehrt.
- Bruno Guttowski
(1951–1958, Verteidiger)
Guttowski war ebenfalls Mitglied der Meistermannschaft des KEV von 1951/52. Darüber hinaus war er deutscher Nationalspieler und vertrat die Bundesrepublik bei den Olympischen Winterspielen 1956. Für seine Verdienste im Sport wurde er mit der Aufnahme in die HHOF Deutschland geehrt.
- Ulli Jansen
(1947–1972, Torwart)
Ulli Jansen war eines der größten Idole im Krefelder Eishockey. In der Saison 1951/52 wurde er mit dem KEV Deutscher Meister. Für die deutsche Eishockeynationalmannschaft nahm er an 71 Länderspielen teil, darunter drei Teilnahmen bei Olympischen Spielen und vier bei Weltmeisterschaften. Für seine Verdienste im Sport wurde er mit der Aufnahme in die HHOF Deutschland geehrt.
- Roman Kessler
(1937–1939, Stürmer)
- Ēriks Koņeckis
(1948–1952, Stürmer)
Koņeckis war einer der besten Stürmer in Europa. Gebürtig aus Riga zog er nach dem Zweiten Weltkrieg nach Deutschland und seine große Zeit begann. Mit Preussen Krefeld wurde er als Spieler 1951 Deutscher Meister und den KEV führte er als Trainer 1952 ebenfalls zur Meisterschaft. Für die lettische Nationalmannschaft nahm er 1938 an der Weltmeisterschaft in Prag teil. 2005 wurde er mit der Aufnahme in die Hall of Fame Deutschland geehrt.
- Holger Meitinger
(1977/78, Stürmer)
Meitinger spielte nur eine Saison in Krefeld. Später wurde er mit dem Kölner EC viermal deutscher Meister (1984, 1986, 1987, 1988).Insgesamt bestritt er 557 Spiele in der höchsten deutschen Liga und erzielte dabei 401 Tore und 766 Scorerpunkte.
- Rüdiger Noack
(1995–2001, sportliche Leitung/Management)
Noack errang zwischen 1961 und 1977 mit Dynamo Weißwasser 12 DDR-Meistertitel. Für die DDR absolvierte er 241 Länderspiele und nahm an zwölf Weltmeisterschaften sowie den Olympischen Winterspielen in Grenoble teil. Zur Saison 1990/91 übernahm er den Vorsitz von Dynamo Weißwasser. Nach einem Jahr als Manager beim SV Bayreuth wechselte er zum Krefelder EV und war dort zunächst sportlicher Leiter des KEV-Nachwuchses. Von 1995 bis 2001 übernahm er die sportliche Leitung und das Management der Krefeld Pinguine.
- Fritz Poitsch
(1950/51, Stürmer)
- Herbert Schibukat
(1949–1954, Verteidiger)
Schibukat war ebenfalls Mitglied der Meistermannschaft des KEV von 1951/52. Darüber hinaus war er deutscher Nationalspieler und vertrat die Bundesrepublik bei den Olympischen Winterspielen 1952. Später wurde er mit der Aufnahme in die HHOF Deutschland geehrt.
- Walter Schmidinger
(1937–1939, 1951–1954 Stürmer)
- Otto Schneitberger
(1974–1978, Verteidiger/Trainer)
1964 startete Schneitberger seine Karriere bei der Düsseldorfer EG und es folgten die Meistertitel 1967 mit Trainer Hans Rampf, 1972 mit Trainer Xaver Unsinn und 1975 mit Trainer Chuck Holdaway. 1975 wechselte er zum Krefelder EV, um dort als Spieler und später als Trainer von 1976 bis 1978 tätig zu sein. Für die deutsche Eishockeynationalmannschaft nahm er an 119 Länderspielen teil. Unter anderem bei den Olympischen Spielen 1960, 1964 und 1972 und zuletzt bei der Eishockey-Weltmeisterschaft 1975.
- Walter Kremershof
(1936–1939, Stürmer/Verteidiger)

### Vereinsinterne Rekorde
| Kategorie           | Name               | Anzahl                          |
| ------------------- | ------------------ | ------------------------------- |
| Meiste Spiele       | Daniel Pietta      | 792 (in 17 Spielzeiten)         |
| Meiste Tore         | Herberts Vasiljevs | 211                             |
| Meiste Vorlagen     | Daniel Pietta      | 422                             |
| Meiste Punkte       | Daniel Pietta      | 631 (209 Tore und 422 Vorlagen) |
| Meiste Strafminuten | Daniel Pietta      | 681                             |

(Stand: September 2021)
Andere Rekorde

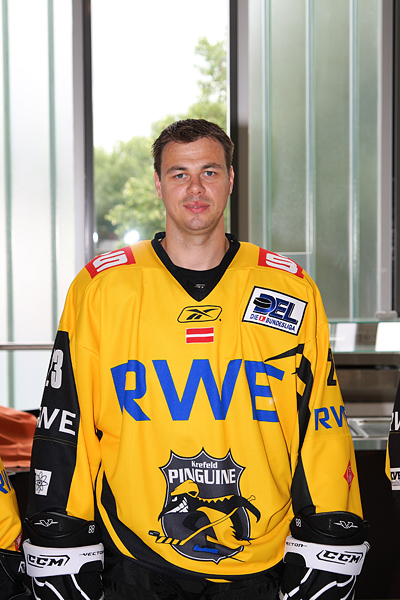
4 Tore und 4 Assists im Rekordspiel: Herberts Vasiļjevs

- Herberts Vasiljevs mit den meisten Scorerpunkten in einem Spiel: 4 Tore, 4 Assists (8 Punkte) am 15. Dezember 2006 im Spiel gegen die Frankfurt Lions (Endstand 8:2)

### Bedeutende ehemalige Spieler

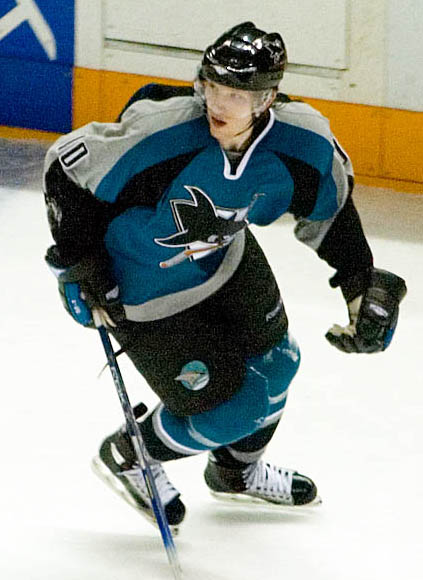
Christian Ehrhoff ist einer der bedeutenden ehemaligen Spieler des KEV

(Teamzugehörigkeit und Position in Klammern)
- Christoph Brandner
(2000–2003, Stürmer)
Brandner wurde mit den Krefeld Pinguinen 2003 Deutscher Meister und war österreichischer Nationalspieler. Beim NHL Entry Draft 2002 wurde er von den Minnesota Wild in der achten Runde an insgesamt 237. Stelle gezogen. Er ist der erste österreichische Feldspieler, der ein NHL-Spiel bestritt, und gleichzeitig der erste Österreicher, dem ein Torerfolg in der National Hockey League gelang.
- Kenneth Brown
(1983–1988, Stürmer)
Brown spielte zwar nur drei Saisons für den KEV, diese jedoch äußerst erfolgreich. Mit insgesamt 327 Scorerpunkte (183 Tore und 144 Assists) in 126 Spielen war er Topspieler in der damaligen 2. Bundesliga.
- Dick Decloe
(1974–1978, Stürmer)
Mit Decloe im Sturm wurde der KEV 1977 Vizemeister. Der Stürmer wurde 3-mal hintereinander Torschützenkönig in der Eishockey-Bundesliga. In seiner ersten Saison für den KEV erzielte er 61 Tore, das war Ligarekord.
- Christian Ehrhoff
(1999–2003, 2012, Verteidiger)
Ehrhoff wurde mit den Krefeld Pinguinen 2003 Deutscher Meister und ist deutscher Nationalspieler. Beim NHL Entry Draft 2001 wurde er von den San Jose Sharks in der vierten Runde an insgesamt 106. Stelle gezogen. Von 2003 bis 2016 spielt er in der National Hockey League. Während des NHL Lock Outs im Jahre 2012 stellte sich Ehrhoff den Krefeld Pinguinen ohne Gehalt zur Verfügung.
- Uwe Fabig
(1981–1983/1984–1992, Verteidiger)
Fabig ist Ehrenkapitän des KEV, so war er in dieser Position 1991 maßgeblich am Aufstieg in die 1. Eishockey-Bundesliga beteiligt. Als „Strafbankkönig“ verbrachte er 915 Minuten seiner Karriere auf ebendieser.
- Peter Ihnačák
(1992–1997, Stürmer)
Ihnačák ist ein ehemaliger NHL-Spieler, der fünf Jahre sehr erfolgreich für den KEV stürmte. Beim NHL Entry Draft 1982 wurde er von den Toronto Maple Leafs in der zweiten Runde an insgesamt 25. Stelle gezogen. Sein Vereinsrekord aus seiner ersten Saison 1982/83 in der NHL für die meisten Punkte als Rookie mit 66 Punkte (28 Tore + 38 Vorlagen) ist bis heute ungebrochen.
- Günther Jochems
(1952–1967, Stürmer)
Jochems war jahrelang Mannschaftskapitän des KEV (1957–1963) und Mitglied der Olympiamannschaft 1956.
- Petri Liimatainen
(1995–1999, Verteidiger)
Liimatainen gilt bis heute als eine der stabilsten Abwehrkräfte des Krefelder Eishockey. Seine effektive und erfolgreiche Spielweise brachte ihm im Jahre 1999 die Ehre ein, vom Magazin „Eishockey News“ zum Spieler des Jahres gewählt zu werden. Darüber hinaus wurde er als schwedischer Nationalspieler 1992 mit seiner Mannschaft Weltmeister.
- Chris Lindberg
(1994–1998, Stürmer)
Der ehemalige NHL-Spieler mit der Trikotnummer 18 ist bis heute eine unvergessene Person des Krefelder Eishockey. 1996/97 war er Toptorschütze in der DEL und mit der kanadischen Eishockeynationalmannschaft gewann er bei den Olympischen Winterspielen 1992 eine Silbermedaille.
- Jan Marek
(1974–1978, Torwart)
Marek spielte er für den KEV in der Eishockey-Bundesliga und wurde 1977 mit ihnen Vizemeister. Er verließ den KEV im Jahre 1978, da dieser Konkurs anmelden musste.
- Jayson Meyer
(1990–1995/1996–1999, Verteidiger)
Meyer war ebenfalls Mitglied der Aufstiegsmannschaft von 1991. Darüber hinaus trug der gebürtige Kanadier insgesamt 72-mal das Trikot der deutschen Nationalmannschaft, so auch 1994 bei den Olympischen Winterspielen.
- Brad Purdie
(2000–2003, Stürmer)
Purdie wurde von Doug Mason nach Krefeld geholt. Die Angriffsreihe um Purdie, Patrik Augusta und Christoph Brandner wurde das „Magische Dreieck“ genannt und gewann 2003 den Meisterpokal für Krefeld. Darüber hinaus war Purdie kanadischer Nationalspieler und wurde drei Mal als bester Center der DEL ausgezeichnet.
- Frank Schwinghammer
(1936–1940/1945–1948, Stürmer)
Schwinghammer war ein Eishockeyidol der 1930er und 1940er Jahre. Er kam 1936 mit den German Canadiens und prägte das Eishockey in Krefeld als Spieler, Trainer und Ausbilder nachhaltig.
- François Sills
(1990–1995, Stürmer)
Sills kam vom damaligen Duisburger SV 1987 (Vorgängerverein des heutigen EV Duisburg) und entwickelte sich in Krefeld zum Top-Stürmer. In nur 34 Spielen schoss er 41 Tore und erreichte 85 Punkte, so war er maßgeblich am Aufstieg der Mannschaft im Jahr 1991 in die 1. Bundesliga beteiligt. Später bildete er mit Bruce Eakin und Johnny Walker eine der gefährlichsten und offensivstärksten Reihen der gesamten Bundesliga.
- Heinz Wackers
(1936–1955, Torwart)
Wackers spielte für den KEV 36 und den KTSV Preußen insgesamt 700-mal in der höchsten deutschen Liga. 1951 wurde er mit Preußen Krefeld Deutscher Meister. Für die deutsche Nationalmannschaft stand er im Tor und war Teil der Olympiamannschaft 1952.
- Johnny Walker
(1989–1990/1991–2000, Stürmer)
„Johnny Walker, Eishockeygott!“ so wurde die Nr. 26 des KEV über zehn Jahre angekündigt. Walker kam 1989 aus der Oberliga und entwickelte sich beim KEV mit 37 Toren und 67 Punkten aus 35 Spielen direkt in der ersten Saison zum Top-Stürmer. Er war und ist eine der wenigen großen Integrationsfiguren im Krefelder Eishockey.

### Teilnahmen von Spielern am All-Star-Game
(Jahr/Team und Position in Klammern)
- Brad Purdie
(2002 / DEL All-Star Team, Stürmer)
- Daniel Kunce
(2002 / Team Deutschland, Verteidiger)
- Christian Ehrhoff
(2002 / Team Deutschland, Verteidiger)
- Alexander Seliwanow
(2004, 2005 / DEL All-Star Team, Stürmer)
- Robert Müller
(2005, 2006 / Team Deutschland, Torhüter)
- Shayne Wright
(2005 / Team Deutschland, Verteidiger)
- Herberts Vasiļjevs
(2007, 2008, 2009 / DEL All-Star Team Europa, Stürmer)
- Richard Pavlikovský
(2007, 2008, 2009 / DEL All-Star Team Europa, Verteidiger)
- Jan Alinč
(2008 / DEL All-Star Team Europa, Stürmer)
- Boris Blank
(2009 / DEL All-Star Team Europa, Stürmer)
- Charlie Stephens
(2009 / DEL All-Star Team Nordamerika, Stürmer)

## Trainer

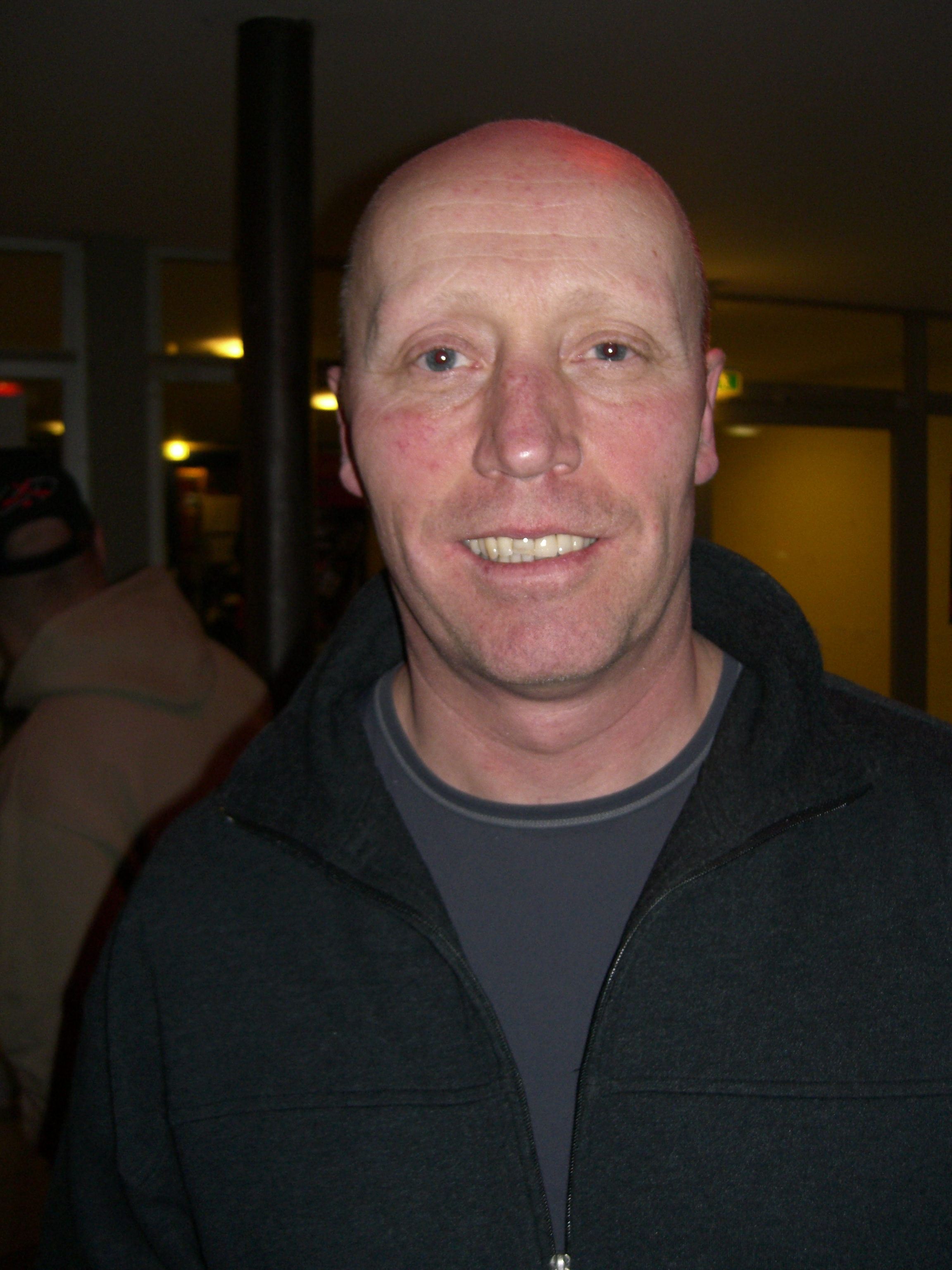
Doug Mason war drei Jahre Trainer der Krefeld Pinguine

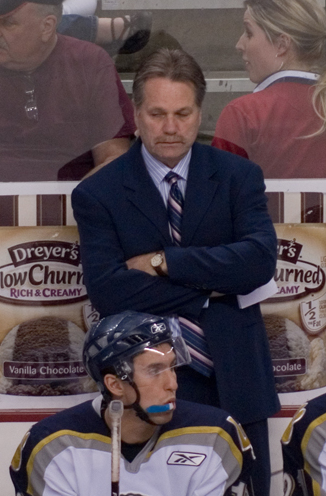
Rick Adduono war Trainer zwischen 2016 und 2018

| im Verein            | Trainer                                                                                                  |
| -------------------- | --- |
| 1936–1938            | Bobby Hoffinger                                                                                          |
| 1938–1940/ 1945–1948 | Frank Schwinghammer (Spielertrainer)                                                                     |
| 1948/1949            | Walter Kremershof                                                                                        |
| 1949/1950            | Kurt Schmollinger (Spielertrainer)                                                                       |
| 1950/1951            | Josef Maleček (Spielertrainer)                                                                           |
| 1951–1954            | Ēriks Koņeckis (Spielertrainer)                                                                          |
| 1954/1955            | André Girard                                                                                             |
| 1955/1956            | Hugo Metzer (Coach) Rudi Weide (Spielertrainer)                                                          |
| 1956/1957            | Hugo Metzer (Coach) Günther Jochems (Spielertrainer)                                                     |
| 1957/1958            | Rudi Weide                                                                                               |
| 1958/1959            | Rudi Weide (erster Teil der Saison) Hans-Georg Pescher (zweiter Teil der Saison)                         |
| 1959–1962            | Hans-Georg Pescher                                                                                       |
| 1962/1963            | Austin L. Smith                                                                                          |
| 1963–1965            | Lorne Trottier                                                                                           |
| 1965–1968            | Engelbert Holderied                                                                                      |
| 1968/1969            | Rudi Weide                                                                                               |
| 1969–1972            | Vaclav Vystejn                                                                                           |
| 1972/1973            | Fred Holger (Anfang der Saison) Ulrich Jansen (ersetzt Fred Holger) Klaus Stenders (ersetzt Fred Holger) |
| 1973/1974            | Lasse Lilja                                                                                              |
| 1974–1976            | Jiří Pokorný                                                                                             |
| 1976–1978            | Otto Schneitberger                                                                                       |
| 1978/79              | Remigius Wellen (Spielertrainer)                                                                         |
| 1979–1981            | Horst Ludwig (Trainer) Paul Hotstegs (Co-Trainer)                                                        |
| 1981–1984            | Tore Hedwall Peter Kaczmarek (ab 1983 Co-Trainer)                                                        |
| 1984/1985            | Erwin Zeidler (Anfang der Saison) Anton Waldmann (Ende der Saison) Peter Kaczmarek (Co-Trainer)          |
| 1985–1987            | Anton Waldmann                                                                                           |
| 1987–1989            | Hannu Koivunen Holger Ustorf (Co-Trainer)                                                                |
| 1989/1990            | Holger Ustorf                                                                                            |
| 1990/1991            | Holger Ustorf (Anfang der Saison) Lothar Kremershof (übergangsweise) Mike Zettel (ab Oktober 1990)       |
| 1991–1995            | Mike Zettel Frank Brünsing (Co-Trainer)                                                                  |
| 1995–1998            | Miro Berek (bis Januar 1998) Gary Clark (ab Januar 1998)                                                 |

| im Verein             | Trainer |
| --------------------- | --- |
| 1998–2001             | Doug Mason Haralds Vasiļjevs (Co-Trainer, ab Februar 2001 Trainer)                                                             |
| 2001–2003             | Chris Valentine (bis Dezember 2002) Butch Goring(ab Dezember 2002)                                                             |
| 2003/04               | Butch Goring (bis Dezember 2003) Haralds Vasiļjevs (Dezember 2003, Januar 2004) Bill Stewart (ab Januar 2004)                  |
| 2004/05               | Mario Simioni (bis Oktober 2004) Bob Leslie (ab Oktober 2004)                                                                  |
| 2005/06               | Teal Fowler Jiří Ehrenberger (Co-Trainer)                                                                                      |
| 2006–2008             | Jiří Ehrenberger Reemt Pyka (Co-Trainer)                                                                                       |
| 2008/09               | Igor Pawlow Reemt Pyka (Co-Trainer)                                                                                            |
| 2009/10               | Martin Jiranek (bis Dezember 2009) Rick Adduono (ab Dezember 2009) Reemt Pyka (Co-Trainer)                                     |
| 2010–2015             | Rick Adduono (bis November 2015) Reemt Pyka (Co-Trainer)                                                                       |
| 2015/16               | Franz-David Fritzmeier (ab November 2015) Reemt Pyka (Co-Trainer)                                                              |
| 2016/17               | Franz-David Fritzmeier (bis Dezember 2016) Rick Adduono (ab Dezember 2016) Elmar Schmitz (Co-Trainer) Ville Vaija (Co-Trainer) |
| 2017/18               | Rick Adduono Marián Bažány (Co-Trainer) Elmar Schmitz (Co-Trainer)                                                             |
| 2018/19               | Brandon Reid Pierre Beaulieu (Co-Trainer) Elmar Schmitz (Co-Trainer)                                                           |
| 2019/20               | Brandon Reid Pierre Beaulieu (ab Dezember 2019) Elmar Schmitz (Co-Trainer)                                                     |
| 2020                  | Glen Hanlon Mihails Svarinskis (Co-Trainer)                                                                                    |
| 2020/21               | Mihails Svarinskis Boris Blank (Co-Trainer)                                                                                    |
| Jan. – Sept. 2021     | Clark Donatelli Boris Blank (Co-Trainer)                                                                                       |
| Sept. 2021 – 2022     | Igor Sacharkin Boris Blank (Co-Trainer)                                                                                        |
| Aug. – Okt. 2022      | Leif Strömberg Per Bäcklin (Co-Trainer) Igor Sacharkin (Co-Trainer)                                                            |
| Okt. – Dez. 2022      | Peter Draisaitl Per Bäcklin (Co-Trainer)                                                                                       |
| Dez. 2022 – Jul. 2024 | Boris Blank Herbert Hohenberger (Co-Trainer)                                                                                   |
| Jul. – Dez. 2024      | Thomas Popiesch Herbert Hohenberger (Co-Trainer)                                                                               |
| seit Jan. 2025        | Thomas Popiesch Steffen Ziesche (Co-Trainer)                                                                                   |

## Stammverein
Der Krefelder EV 81 fungiert seit der Gründung der KEV Pinguine 1995 als Stammverein. Der Stammverein ist für den Eishockeynachwuchs der „Pinguine“ zuständig. Er umfasst von den Bambinis bis zur DNL-Mannschaft das komplette Programm der Nachwuchsförderung. Darüber hinaus unterhält der KEV 81 eine Laufschule und ein Eishockey-Internat für Spieler ab dem 1. Jahrgang DNL. Trainer der DNL-Mannschaft ist Ralf Hoja (2012/13).
Nach der Auslagerung der ersten Mannschaft wurde die bisherige zweite Mannschaft als Mannschaft des KEV unter dem Namen „Krefelder EV Amateure“ in der 2. Liga Nord fortgeführt. 1998 wurde die Mannschaft zugunsten der DNL-Mannschaft aufgegeben.
Zur Saison 2011/12 wurde wieder eine Seniorenmannschaft zum Spielbetrieb gemeldet, die als Spielgemeinschaft Preussen Krefeld mit der Lizenz des EHC Krefeld Niederrhein an der Oberliga West teilnahm. In der Saison 2012/13 übernahm der KEV die Lizenz des EHC. Die Mannschaft spielt in der Rheinlandhalle.

## Spielstätten

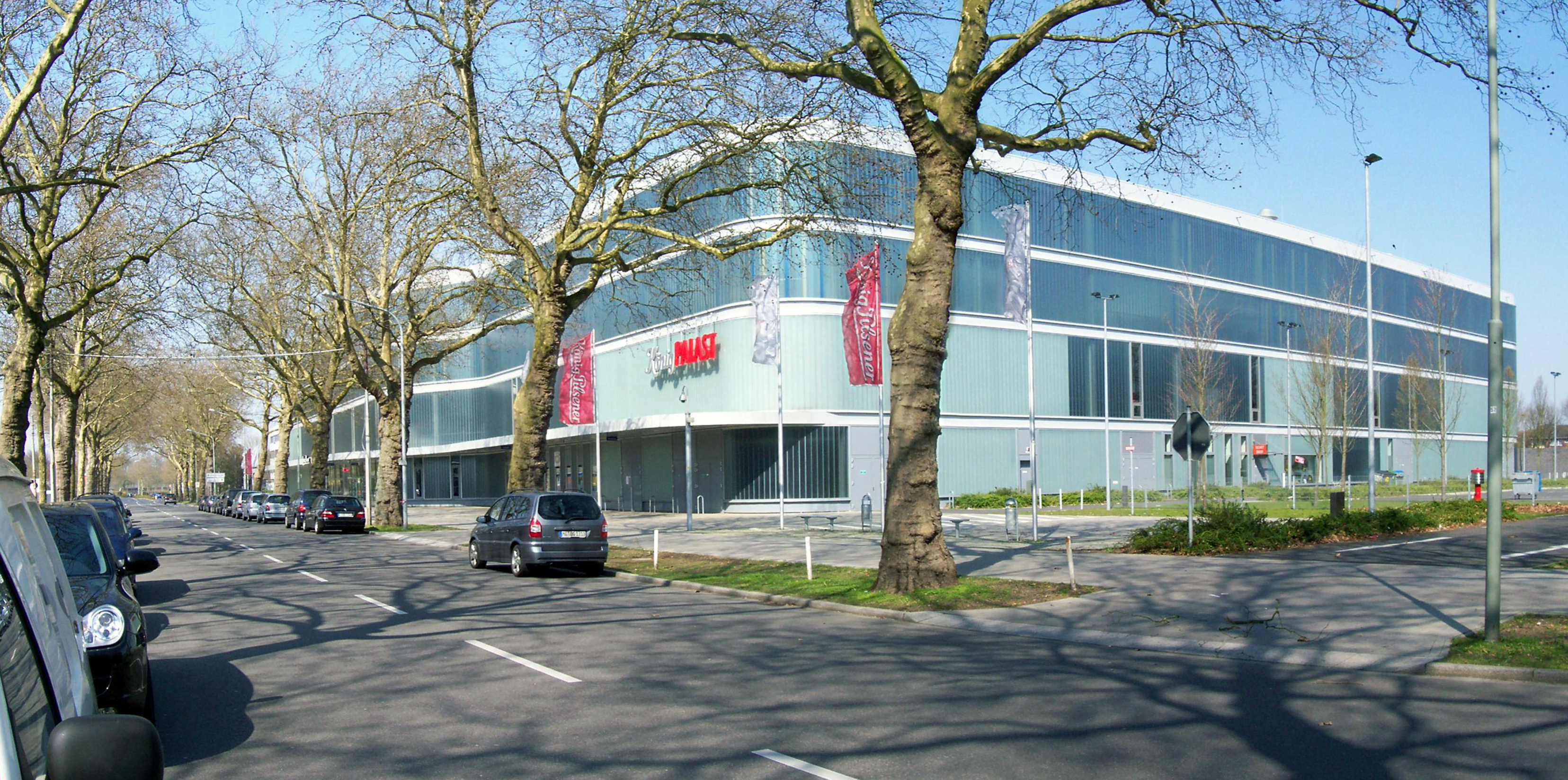
Yayla-Arena Krefeld

Bereits 1936 ließ Willi Münstermann auf dem Land der Stadt Krefeld in eigener Regie an der damaligen Hindenburgstraße ein Freiluftstadion mit Platz für 8.000 Zuschauer bauen. Im Winter wurde das Hindenburgstadion als Eisbahn genutzt. Im Sommer wurde das Stadion zu einem Schwimmbad mit Liegestrand umgebaut und hierfür wurde eigens Sand von der Nordsee herangeschafft. Auflage der Stadt Krefeld war Stadion und Grundstück nach 50 Jahren Pacht im Jahr 1986 an die Stadt zurückzugeben. Nach dem Krieg wurden Stadion und Straße umbenannt. Das Stadion hieß nun „Rheinlandhalle“ und lag an der Westparkstraße. Die Rheinlandhalle, von vielen auch liebevoll die „alte Dame“ genannt, diente dem KEV und auch den Pinguinen jahrzehntelang als Heimstätte.
2001 beschloss der Rat der Stadt Krefeld eine Mehrzweckarena zu bauen. Diese sollte gegenüber der Rheinlandhalle liegen und für die Zukunft den Pinguinen Heimat sein. 2003 erfolgte die Grundsteinlegung und 2004 der feierliche Umzug aus der Rheinlandhalle in den neu erbauten KönigPALAST, der seit 2019 den Namen Yayla-Arena trägt.
| Zuschauerstatistik der letzten Jahre |             |                            |                       |
| Saison                               | Heimspiele  | Zuschauer                  | Zuschauer pro Spiel   |
| 2024/25**                            | 31 (25 / 6) | 188.841 (144.170 / 44.671) | 6.092 (5.767 / 7.445) |
| 2023/24**                            | 29 (26 / 3) | 149.545 (127.763 / 24.782) | 5.157 (4.914 / 7.261) |
| 2022/23**                            | 32 (26 / 6) | 139.349 (96.325 / 43.024)  | 4.355 (3.705 / 7.171) |
| 2021/22*                             | 25 (25 / –) | 70.036 (70.036 / -)        | 2.801 (2.801 / -)     |
| 2020/21*                             | 19 (19 / –) | 0 (0 / -)                  | 0 (0 / -)             |
| 2019/20                              | 26 (26 / –) | 121.383 (121.383 / -)      | 4.669 (4.669 / -)     |
| 2018/19                              | 26 (26 / –) | 125.164 (125.164 / -)      | 4.814 (4.814 / -)     |
| 2017/18                              | 26 (26 / –) | 108.826 (108.826 / -)      | 4.186 (4.186 / -)     |
| 2016/17                              | 26 (26 / –) | 113.531 (113.531 / -)      | 4.367 (4.367 / -)     |
| 2015/16                              | 26 (26 / –) | 117.521 (117.521 / -)      | 4.520 (4.520 / -)     |
| 2014/15                              | 27 (26 / 1) | 137.525 (130.516 / 7.009)  | 5.093 (5.019 / 7.009) |
| 2013/14                              | 29 (26 / 3) | 166.461 (143.349 / 23.112) | 5.740 (5.513 / 7.704) |
| 2012/13                              | 31 (26 / 5) | 171.146 (132.823 / 38.323) | 5.521 (5.108 / 7.664) |
| 2011/12                              | 26 (26 / –) | 116.656 (116.656 / –)      | 4.486 (4.486 / –)     |
| 2010/11                              | 30 (26 / 4) | 147.021 (117.008 / 30.013) | 4.901 (4.500 / 7.503) |
| 2009/10                              | 28 (28 / –) | 96.314 (96.314 / –)        | 3.439 (3.439 / –)     |
| 2008/09                              | 29 (26 / 3) | 140.236 (116.779 / 23.457) | 4.835 (4.491 / 7.819) |
| 2007/08                              | 28 (28 / –) | 102.869 (102.869 / –)      | 3.673 (3.673 / –)     |
| 2006/07                              | 27 (26 / 1) | 106.733 (102.039 / 4.694)  | 3.953 (3.925 / 4.694) |

(Angegeben ist die Gesamtauslastung der ganzen Saison. In Klammern sind die Hauptrunde / Play-offs separat aufgeführt.)

* Aufgrund der Covid-Pandemie fanden die Spiele der Saison 2020/21 ohne Zuschauer sowie 2021/22 mit verringerter Kapazität statt.

** Seit der Saison 2022/23 spielen die Krefeld Pinguine in der DEL2

## Vereinskultur

### Fans
Es gibt verschiedene Fanclubs der Pinguine, der Älteste ist der KEV-Fan-Club 1974 e. V.
24 dieser Clubs sind dem Fanprojekt der Krefeld Pinguine angeschlossen, hier ist der Die Eistaenzer e. V. als ältester Verein zu nennen. Das Fanprojekt wurde kurz nach der Gründung der Krefeld Pinguine begonnen und war eines der ersten seiner Art. Es versteht sich als Stellvertreter der Fanclubs in Belangen gegenüber der GmbH und organisiert Auswärtsfahrten und Fan-Stammtische.
Eine besondere Fan-Rivalität besteht zu den Fans der Düsseldorfer EG, die Partien – aufgrund der geographischen Nähe und der direkten Straßenbahnverbindung der Städte Straßenbahn-Derby genannt – beinhalten meist eine besondere Brisanz, die sich auch in einem erhöhten Polizeiaufgebot widerspiegelt. Auch gegen die Fans der Kölner Haie besteht ein großer Konkurrenzkampf.
Eine Fanfreundschaft gab es früher mit den Schwenninger Wild Wings. Hingegen steht man in einer sehr guten Beziehung zu den Fans der Eisbären Berlin.
Bei den allgemeinen Gesängen wurde aus dem Fußball „You’ll Never Walk Alone“ vor jedem Spiel übernommen. KEV typisch ist allerdings zur Melodie des Schneewalzer mit dem Text „Den K-E-V Walzer tanzen wir …“. Darüber hinaus gibt es noch eine reiche Anzahl von Gesängen, die situationsbedingt eingesetzt werden. Bundesweit bekannt sind mittlerweile die „Möpse“, welche von „Ömmes“ (Wolfgang Jaegers) oft im Stadion erklangen. Die Gruppe „Enjoy“ hat ein Lied geschrieben das „Mit Feuer und Eis“ heißt. Seit der Saison 2007/2008 steuert die Gruppe „Ra's Dawn“ das Lied „Lebende Legende“ bei. In der Saison 2010/2011 wurde anlässlich des 75-jährigen Bestehens des Krefelder Eissports von Wolfgang Jachtmann das „Lied der Pinguine“ erstellt und erzählt von den sportlichen Höhepunkten des Eishockeys in Krefeld.

### Maskottchen
Bereits in den achtziger Jahren wurde vor jedem Heimspiel ein Pinguin namens „KEVin“ aus dem Krefelder Zoo auf den Mittelpunkt der Eisfläche gesetzt. Dieser war schon damals das Maskottchen des KEV und so wurde der Pinguin zum einen bei der Namensgebung des Vereins berücksichtigt und zum anderen als richtiges Maskottchen vermarktet. Heute ist vor jedem Heimspiel ein kostümierter „Plüsch-Kevin“ auf dem Eis und tanzt während des Intros. In den Drittelpausen ist er meist auf den Rängen zu finden.

## Sonstiges
1952 wurde beim Krefelder EV eine Basketballabteilung von lettischen Eishockeyspielern gegründet. Der Verein war am 18. Oktober 1952 sogar Gründungsmitglied des Basketballkreises Niederrhein. Die einzigen Erfolge feierten die Herren 1953 und die Damen 1954 mit dem jeweiligen Gewinn der Kreismeisterschaft. 1960 schloss sich die stark gewachsene Abteilung dem Post Sport Verein Krefeld an. Im Februar 1982 gründete sich aus dieser Abteilung der Basketballclub Krefeld (BBC). Dieser trat 1998 dem SC Bayer 05 Uerdingen bei.